# Por cuentas, aquí en Texiguat
Por cuentas, aquí en Texiguat. Literatura Oral de la Zona Sur, volumen 5 es uno de los libros de la colección de literatura oral de Honduras escritas por Karen Dariela Ramos y  Melissa Isabel Valenzuela, en este caso la zona sur del país, concretamente Texiguat.

## Argumento
El libro es una recopilación de relatos y leyendas de Texiguat, sus costumbres y tradiciones hasta sus historias de espectros (La Llorona) y críptidos (El Picudo, El Timbo), pasando por sus tradiciones religiosas e historias del personaje Gaspar, popular en ese lugar.

## Impresión
La primera y única impresión del libro constó de 1,000 ejemplares de los cuales hoy en día la mayoría están perdidos, los únicos conocidos se encuentran en los centros regionales de la Universidad Nacional Autónoma de Honduras.